# Проект Стивов
Проект Стивов (англ. Project Steve) — кампания сбора подписей в поддержку теории эволюции, организованная Американским центром научного образования (NCSE). Особенность кампании состоит в том, что подписи собираются только среди учёных с именем Стив или эквивалентным ему (Стефан, Эстебан, Степан, Стефани, Стивен и т. д.).

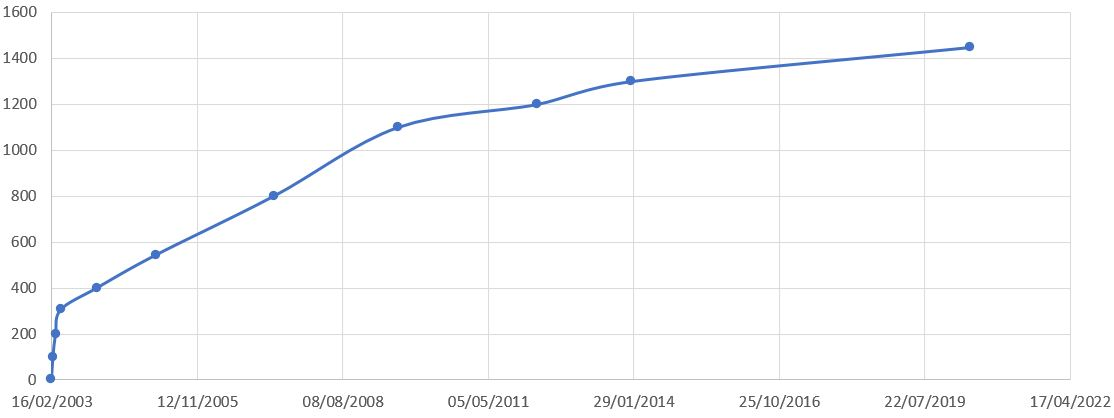
Рост числа подписавшихся

Проект представляет собой отсылку к распространённой практике деятелей креационизма, которые собирают подписи учёных, отвергающих эволюцию, и пытаются доказать широкую поддержку креационизма, умалчивая при этом об учёных — сторонниках теории эволюции и игнорируя тот факт, что учёных-антиэволюционистов меньшинство. Один из наиболее известных таких списков, собранный креационистским институтом «Дискавери», содержит имена более 1200 учёных со всего мира.
Поскольку в настоящее время «проект Стивов» собрал около 1500 подписей, а имя Стив по статистике носит примерно 1 % населения США, можно утверждать, что сторонников эволюции среди учёных примерно в 100 раз больше, чем сторонников креационизма.
На главной интернет-странице проекта помещён индикатор («стивометр»), который показывает количество Стивов, на данный момент подписавших декларацию. На 6 сентября 2024 года их число составило 1498. На этом же сайте находится полный список подписавших с указанием специальности, места работы и учёной степени.

## Декларация
Декларация, под которой подписываются участники проекта, гласит:

Эволюция является насущным, хорошо обоснованным объединяющим принципом биологических наук. Подавляющее количество научных данных подтверждает, что все живые существа имели общего предка. Хотя в науке имеются естественные разногласия относительно эволюционных процессов и закономерностей, нет серьёзных сомнений в существовании самой эволюции и в том, что естественный отбор является её основным движущим механизмом. С научной точки зрения неуместно, а с педагогической — безответственно вводить креационистскую псевдонауку, включая идею «разумного замысла», в программу государственных школ США.
Оригинальный текст (англ.)Evolution is a vital, well-supported, unifying principle of the biological sciences, and the scientific evidence is overwhelmingly in favor of the idea that all living things share a common ancestry. Although there are legitimate debates about the patterns and processes of evolution, there is no serious scientific doubt that evolution occurred or that natural selection is a major mechanism in its occurrence. It is scientifically inappropriate and pedagogically irresponsible for creationist pseudoscience, including but not limited to «intelligent design», to be introduced into the science curricula of our nation's public schools.

## История проекта
Проект был назван в память палеонтолога Стивена Гулда (1945—2002).
Официальный пресс-релиз о начале проекта был выпущен 16 февраля 2003 года. Пресс-релиз был подготовлен на съезде Американской ассоциации содействия развитию науки в Денвере (шт. Колорадо) после лекции Лоуренса Краусса под названием «Научное невежество как стиль жизни: от научной фантастики в Вашингтоне до „разумного замысла“ в школе».
Первоначальной целью проекта был сбор 100 подписей, однако эта цель была достигнута в течение 10 дней. Среди первых 100 подписавших декларацию были оба нобелевских лауреата, носящих это имя, — Стивен Вайнберг (физика, 1979 год) и Стивен Чу (физика, 1997 год). Более 200 Стивов поставили свои подписи в первый месяц кампании. По мере того, как информация о проекте распространялась среди учёных, число подписавших росло.
Проект привлёк внимание средств массовой информации. Первыми откликами были статьи в «Вашингтон Таймс», «Science» и «Oakland Tribune» и интервью директора Национального центра научного образования Юджени Скотт австралийскому журналисту Робину Уильямсу из «Australian Broadcasting Corporation» в радиопередаче «Научное шоу» (The Science Show) от 8 марта 2003 года. По заказу «Научного шоу» Джефф Сирмай и Дэвид Фишер из австралийской группы «Comic Roasts» написали песню «Steve Song» (Песня Стива), которая была впервые исполнена в этой передаче.
Профессор математики Кембриджского университета и один из известнейших астрофизиков современности Стивен Хокинг 21 апреля 2003 года стал 300-м Стивеном, подписавшим декларацию. 26 декабря того же года, в день Св. Стефана, количество подписей возросло до 400.
Когда число подписавших достигло 400, NCSE начал выпуск футболок с надписью «Более 400 (далее 500, 600, 700…) учёных по имени Стив поддерживают эволюцию!». На футболке мелким шрифтом размещался также текущий список подписавших.
В журнале «Анналы невероятных исследований» за июль-август 2004 года Юджени Скотт, Гленн Брэнч и Ник Матцке опубликовали статью под названием «Морфология Стивов», в котором содержался «первый в истории научный анализ пола, места проживания и физических данных учёных по имени Стив». Как было написано в статье, данные были получены при помощи «уникальной экспериментальной стивометрической аппаратуры».
Ко второй годовщине проекта в феврале 2005 года число подписавших достигло 543. Этому событию была посвящена передовая статья газеты «Оттава Ситизен» (Ottawa Citizen) от 20 февраля 2005 года..
12 сентября 2005 года декларацию подписал 600-й Стив.
К третьей годовщине проекта, 16 февраля 2006 года, число подписавших достигло 700, 24 апреля 2007 года — 800. В начале декабря 2008 года список преодолел тысячную отметку.
«Проекту Стивов» были посвящены статьи в таких известных изданиях, как Таймс, Scientific American, Yale Daily News, Focus on the Family, Гардиан, TechTalk, The Arizona Republic и других.

## Отклики
Уильям Дембски, один из членов Discovery Institute, который на сайте «A Scientific Dissent from Darwinism» собрал более 700 подписей учёных-противников эволюции (среди которых 8 Стивов), написал:

Если организаторы «Проекта Стивов» хотели доказать, что значительное большинство в научном сообществе поддерживает натуралистическую концепцию эволюции, то Национальный центр научного образования может не тратить силы: этот факт никогда не ставился под сомнение. Более интересен вопрос, отвергают ли какие-либо серьёзные учёные натуралистическую концепцию эволюции.
Оригинальный текст (англ.)If Project Steve was meant to show that a considerable majority of the scientific community accepts a naturalistic conception of evolution, then the National Center for Science Education (NCSE) could have saved its energies—that fact was never in question. The more interesting question was whether any serious scientists reject a naturalistic conception of evolution.